# Characidium wangyapoik
Characidium wangyapoik é um peixe Characiformes da família dos Crenuchidae, presente na Guiana e Brasil, na Bacia do rio Amazonas, no rio Maú. 
O gênero Characidium possui cerca de 85 espécies reconhecidas, são peixes de água doce, de tamanho pequeno entre 2 e 6 cm de comprimento, e apresentam coloração variada, listras e manchas.
Algumas características específicas do Characidium wangyapoik são o ventre sem escamas do istmo até a cintura pélvica, uma grande barbatana peitoral com raios engrossados e barras finas na região ventral do flanco.